# Sparkassenhochhaus Rosenheim
Das Sparkassenhochhaus Rosenheim ist das höchste Gebäude in der Innenstadt von Rosenheim. Das von 1969 bis 1970 errichtete Gebäude verfügt über 14 oberirdische Etagen und bietet insgesamt 8.400 m² Nutzfläche. Entworfen wurde das Bürohochhaus vom Architektenbüro SAI Schleburg. Von Januar 2008 bis Dezember 2010 wurde das Gebäude umfassend saniert und um eine Etage aufgestockt. Auch hierfür wurde das Architektenbüro SAI Schleburg beauftragt. Die Einweihung fand im Frühjahr 2011 statt. Auffallend ist die – für Hochhäuser seltene und untypische – Holzfassade mit schützender Glashaut, die im Rahmen des intelligenten Energiekonzepts auf äußere Umwelteinflüsse reagiert. Im Zuge der Sanierung erhielt das Gebäude einen zusätzlichen Eingang auf der Südseite, der über das ImmobilienCenter des Hauses den Durchgang zur Kundenhalle ermöglicht.
Das Gebäude ist Hauptsitz der Sparkasse Rosenheim-Bad Aibling.